# Pauridiantha talbotii
Espèce
Synonymes
- Pauridiantha venusta N.Hallé[1]
- Urophyllum talbotii Wernham[1]

Pauridiantha talbotii est une espèce de plantes de la famille des Rubiaceae présente en Afrique tropicale.
Son épithète spécifique talbotii rend hommage au botaniste et anthropologue britannique Percy Amaury Talbot.